# Gare de La Motte-Sainte-Roseline
Gare de La Motte-Sainte-Roseline vasútállomás Franciaországban, La Motte településen.

## Vasútvonalak
Az állomást az alábbi vasútvonalak érintik:
- Arcs-Draguignan-vasútvonal

## Kapcsolódó állomások
A vasútállomáshoz az alábbi állomások vannak a legközelebb: